# Mercedes-Benz C11
Mercedes-Benz C11 era um protótipo do Group C lançado em 1990 para o WSC. Criada pela Sauber como um sucessor da bem sucedida Sauber C9, o C11 usava o mesmo motor da Sauber C9. Foi a primeira vez que a Mercedes-Benz optou por colocar seu nome no carro, em vez de simplesmente usar Sauber.
Estreando na primeira corrida da WSC, o carro não chegou a competir, optando por participar apenas das sessões práticas, enquanto a equipe usou a Sauber C9 para a corrida. No entanto para o resto do ano, a C11 passou a participar não só dos treinos mas também de toda corrida. O sucesso atribuido a C11 não seria um mero nepotismo. O protótipo obteve vitorias em toda temporada se consagrando campeão da WSC de 1990.
Embora a Sauber-Mercedes tenha sido bem sucedido na conquista das 24 Horas de Le Mans 1989, a equipa optou por não defender o título em 1990 devido a falta de compatibilidade com o calendário da WSC. A equipe preferiu se concentrar em vencer o campeonato. Porém o protótipo teve uma participação nas 24 Horas de Le Mans 1991, onde apesar de toda expectativa para vitoria da mesma, com suposição na vitória da Sauber C9, o protótipo obteve uma mera 4º posição atrás das imbatíveis Jaguar XJR-12 e do vitorioso Mazda 787B
Apesar da C11 ter sido substituída pela Mercedes-Benz C291 para o WSC de 1991, problemas com o motor da C291  levaram a continuar a campanha do C11 ao lado do C291. O C11 foi capaz de ganhar mais três vitórias da classe na temporada 1991 antes da C291 substituir toalmente a C11.
A razão pela qual Sauber pulou a nomeclatura entre C9 e C11 foi à pronúncia difícil de C10 em alemão, com C e 10 sendo pronunciados idênticamente.